# Селебрити култура
Развој нових технологија, а прије свега визуелних медија/алата (камера, дигиталних фотоапарата, паметних телефона и слично) условио је настанку селебрити културе. 

## Селебрити култура
Односи се на чињеницу да смо научили како да личне животе стављамо у калупе и прилагођавамо их сценаријима Холивуда, телевизије и реклама.